# Seznam bojnih križark Kraljeve vojne mornarice
Seznam bojnih križark Kraljeve vojne mornarice.

## Seznam
- Razred invincible
HMS Invincible (1908)
HMS Indomitable (1907)
HMS Inflexible (1908)
- Razred indefatigable
HMS Indefatigable (1909)
HMS New Zealand (1911)
(tudi HMAS Australia (1911))
- Razred lion
HMS Lion (1910)
HMS Princess Royal (1911)
HMS Queen Mary
- Razred tiger
HMS Tiger (1913)
Leopard (nikoli zgrajena)
- Razred renown
HMS Renown (1916)
HMS Repulse (1916)
- Razred courageous (pozneje predelana v letalonosilko)
HMS Courageous (1916)
HMS Glorious
- HMS Furious (47) (pozneje predelana v letalonosilko)
- Razred hood (tudi razred admiral)
HMS Hood (1918)
Howe (nikoli zgrajena)
Rodney (nikoli zgrajena)
Anson (nikoli zgrajena)